# 조성재
조성재(2001년 3월 13일~)는 대한민국의 수영 선수로 주 종목은 평영이다.

## 경력
경기도 안산시에서 태어나 청석초, 서울체중, 서울체고를 졸업했다. 학교 졸업 후에는 제주시청 실업팀에 입단했다.
2018년 8월에 인도네시아에서 열린 자카르타에서 열린 2018년 아시안 게임에 대한민국 국가대표로 참가하여 평영 200m에서 6위를 기록했다. 이듬해인 2019년 7월 광주에서 열린 2019년 세계 선수권 대회에 대한민국 국가대표로 참가하여 예선에서 30위를 기록했다.
2021년 7월 일본 도쿄에서 열린 2020년 하계 올림픽에 참가하며 선수 경력 첫 올림픽에 출전했다. 그는 100m 평영에서는 예선 4조에 배속되어 59.99초의 기록으로 20위, 200m 평영에서는 예선 3조에 배속되어 2분 10.17초의 기록으로 19위를 기록하여 준결승 진출에는 실패했다. 같은 해 10월에는 카타르 도하에서 열린 수영 월드컵에 참가했다. 이후 12월에는 아부다비에서 열린 세계 쇼트 코스 선수권 대회에 참가하여 200m 평영에서 18위에 올랐다.
2022년 6월에는 헝가리 부다페스트에서 열린 2022년 세계 선수권 대회에 참가했으며 100m 평영 경기에서 59.75초의 기록으로 준결승 진출에 성공하여 최종 11위에 올랐고 200m 평영 경기에서 2분 9.81초의 기록으로 준결승에 올라 9위에 올랐다. 2023년 7월에는 일본 후쿠오카에서 열린 2023년 세계 선수권 대회에 참가하여 평영 200m 경기에서 2분 12.77초의 기록으로 26위에 올랐다. 같은 해 9월에는 중국 항저우에서 열린 2022년 아시안 게임에 참가했다. 그는 해당 대회 100m 평영에서 1분 00.88초의 기록으로 중국의 친하이양, 양쯔베이, 대표팀 동료인 최동열의 뒤를 이어 4위에 올랐다. 200m 평영에서는 2분 10.49초의 기록으로 중국의 친하이양, 둥즈하오, 일본의 와타나베 잇페이의 뒤를 이어 100m와 마찬가지로 4위에 올랐다. 같은 대회 400m 혼계영에서는 중국의 뒤를 이어 은메달을 획득하여 첫 국제 대회 메달을 획득했다.
2024년 7월에는 프랑스 파리에서 열린 2024년 하계 올림픽에 참가했으며 평영 200m 예선에서 2분 09.45초의 기록을 세우면서 전체 1위로 준결승에 진출했다.